# Zoey 101

Zoey 101 je ameriška televizijska serija, ki govori o odraščanju najstnikov v internatu PCA. Posnete so bile štiri sezone (skupaj 65 epizod), ki so jih predvajali na kanalu Nickelodeon med letoma 2005 in 2008.
Igralska zasedba: 
- Jamie Lynn Spears - igra Zoey Brooks
- Sean Flynn- Chase Matthews
- Victoria Justice - Lola Martinez
- Alexa Nikolas - Nicole Bitshow
- Kristin Herrera - Dana Cruz
- Erin Sanders - Quin Pensky
- Matthew Underwood - Logan Resse
- Christopher Massey - Michael Barret
- Paul Butcher - igra Dustina Brooksa.

1. ↑  fernsehserien.de